# 화순 대곡리 청동기출토유적
화순 대곡리 청동기출토유적은 대한민국 전라남도 화순군 도곡면 대곡리에 있는 고대유적이다. 2008년 12월 30일 화순군의 향토문화유산 제42호로 지정되었다.